# Neuromorphologie

Schéma légendé de la forme d'un neurone.

La neuromorphologie (du grec νεῦρον, neuron, « nerf » ; μορφή, morphé, « form » ; -λογία, -logia, « étude de »,) est l'étude de la forme et de la structure du système nerveux. L'étude consiste à examiner une partie particulière du système nerveux d'un niveau moléculaire et cellulaire et le connecter à un point de vue physiologique et anatomique. Ce champ explore également les communications et les interactions au sein de chaque section spécialisée du système nerveux et entre chacune d'entre elles.
La morphologie est distincte de la morphogenèse. La morphologie est l'étude de la forme et la structure des organismes biologiques, tandis que la morphogenèse est l'étude de l'évolution biologique de la forme et de la structure des organismes. Par conséquent, la neuromorphologie met l'accent sur les spécificités de la structure du système nerveux, et non sur le processus par lequel la structure a été développée. La neuromorphologie et la morphogenèse sont ainsi deux domaines différents mais étroitement liés.

## Histoire
Les progrès dans la définition de la morphologie des cellules nerveuses ont été lents. Il a fallu près d'un siècle après l'acceptation de la cellule comme unité de base de la vie, pour que les chercheurs puissent s'accorder sur la forme d'un neurone. Il a été initialement pensé pour être un corpuscule globulaire indépendant suspendu le long des fibres nerveuses bouclées et enroulées. Puis, à la suite du premier succès de microdissection d'une cellule nerveuse par Otto Deiters en 1865, les différents dendrites et des axones peuvent être distingués. À la fin du XIXe siècle, de nouvelles techniques, telles que la méthode de Golgi, ont été développées, ce qui a permis aux chercheurs de visualiser l'ensemble du neurone. Cette recherche de Golgi a ensuite promu de nouvelles recherches dans l'espacement neuronal par Ramon y Cajal en 1911. La morphologie a continué à se développer à travers d'autres recherches, y compris la morphologie dendritique. En 1983, Thoroya Abdel-Maguid et David Bowsher ont étendu la méthode de Golgi et l'ont combinée avec une technique d'imprégnation qui leur a permis de visualiser les dendrites des neurones et de les classer en fonction de leurs motifs dendritiques. Depuis lors, les techniques innombrables ont été développées et appliquées au domaine de la neuromorphologie.

### Influence sur la fonction des neurones
La recherche a soutenu une relation entre les propriétés morphologiques et les fonctions des neurones. Par exemple, le rapport entre la morphologie et les classes fonctionnelles des cellules ganglionnaires rétiniennes a été étudié pour montrer la relation entre la forme et la fonction des neurones. La sensibilité à l'orientation et les modèles de ramification dendritiques sont quelques autres caractéristiques communes des neurones que les chercheurs ont noté comme ayant un effet sur la fonction des neurones. Ian A. Meinertzhagen et al. ont récemment établi un lien entre les facteurs génétiques qui souligne une structure neuronale spécifique, et la façon dont ces deux facteurs se rapportent alors à la fonction du neurone en examinant les nerfs optiques des Drosophila melanogaster. Ils affirment que la structure du neurone est capable de déterminer sa fonction en dictant la formation des synapses.
La géométrie des neurones dépend souvent du type de cellule et l'historique des stimulus reçus qui est traitée par des synapses. La forme d'un neurone dirige souvent la fonction de celui-ci en établissant ses rapports avec des synapses. Cependant, il existe également une preuve croissante pour une neuromodulation, un processus qui implique des interactions électrochimiques à partir de l'ensemble de la membrane cellulaire.

### Développement
Le développement des caractéristiques morphologiques des neurones est régie par les deux facteurs intrinsèques et extrinsèques. La neuromorphologie du tissu nerveux dépend de gènes et d'autres facteurs, tels que les champs électriques, des ondes ioniques et la gravité. Les cellules en développement imposent en outre des contraintes géométriques et physiques les unes entre les autres. Ces interactions affectent la forme neurale et la synaptogenèse. Les mesures morphologiques et les applications d'imagerie sont importantes pour comprendre davantage le processus de développement.

## Sous-domaines

### Neuromorphologie générale

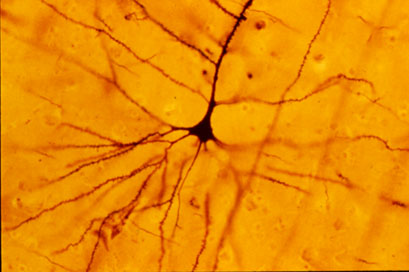
Une cellule pyramidale du néocortex d'un être humain qui a été colorée selon la méthode de Golgi. La cellule est nommée d'après sa forme triangulaire caractéristique du soma (ou péricaryon).

Comme il existe une large gamme de fonctions réalisées par différents types de neurones dans diverses parties du système nerveux, il y a une grande variété dans la taille, la forme, et de propriétés électrochimiques des neurones. Les neurones peuvent être trouvés dans différentes formes et différentes dimensions et peuvent être classés en fonction de leur morphologie. Le scientifique italien Camillo Golgi a regroupé les neurones dans le type I et les cellules de type II.[pas clair] Les neurones du groupe Golgi I ont de longs axones qui peuvent envoyer des signaux sur de longues distances, comme dans les cellules de Purkinje, alors que les neurones appartenant au groupe Golgi II ont généralement des axones plus courts, tels que les cellules granulaires, ou sont anoxoniques.
Les neurones peuvent être caractérisés morphologiquement comme unipolaires, bipolaires ou multipolaires. Les cellules pseudo-unipolaires ont seulement un processus venant du corps cellulaire. Les cellules bipolaires ont deux processus, et les cellules multipolaires ont au moins trois processus se prolongeant vers le corps de la cellule et au-delà.

### Neuromorphologie théorique
La neuromorphologie théorique est une branche de la neuromorphologie concentrée sur la description mathématique de la forme, la structure et la connectivité du système nerveux.

### Neuromorphologie gravitationnelle
La neuromorphologie gravitationnelle étudie les effets de la gravité sur l'architecture les systèmes nerveux central, périphérique et autonome. Cette sous-discipline vise à élargir la compréhension actuelle des capacités du système nerveux, et examine plus précisément comment les effets environnementaux peuvent modifier la structure et la fonction du système nerveux. Dans ce cas, les manipulations environnementales font généralement en sorte d'exposer les neurones soit à l'hypergravité soit à la microgravité. C'est un sous-ensemble de la biologie gravitationnelle.

## Méthodes et techniques de recherche

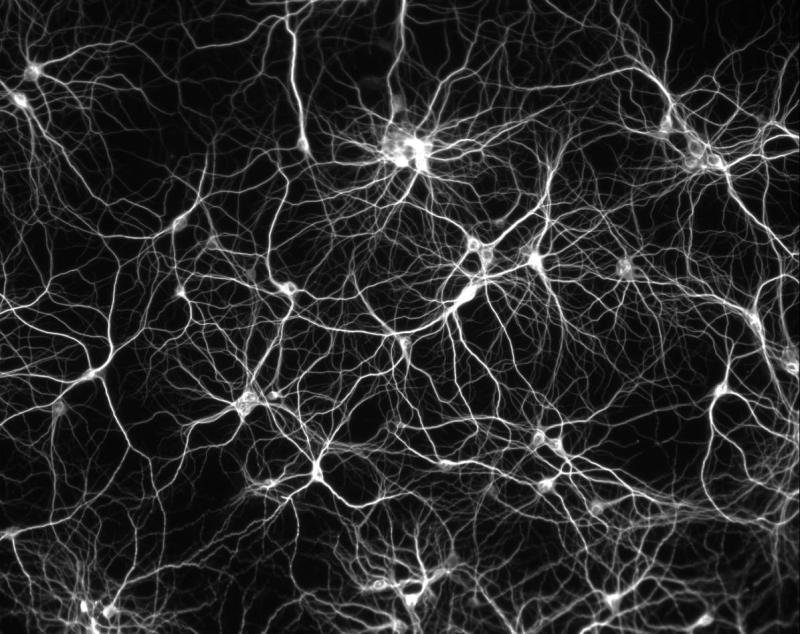
Représentation 3D d'un réseau de neurones chez le cerveau humain.

Une variété de techniques ont été utilisées pour étudier la morphologie des neurones, notamment la microscopie confocale, basée sur la conception de la stéréologie, et le traçage de neurone. Les innovations actuelles permettent d'utiliser la microscopie virtuelle, la cartographie corticale ainsi que les techniques de micro-ondes et d'analyse de réseau. Parmi les techniques actuellement utilisées pour l'étude neuromorphologique, la stéréologie et la microscopie confocale sont les deux méthodes préférées. Le site internet NeuroMorpho.Org fournit une base de données complète de la morphologie neuronale.

### Stéréologie basée sur la forme
La stéréologie fondée sur la forme est l'une des méthodes les plus importantes pour l'extrapolation mathématique d'une forme 2D donnée vers une forme 3D. C'est actuellement la meilleure technique en ce qui concerne l'analyse des structures 3D dans la recherche médicale. La stéréologie fondée sur la forme est la technique la plus récente de stéréologie qui examine la morphologie qui a été prédéfinie et conçue. Cette technique contraste avec la méthode plus ancienne de stéréologie basée sur un modèle, qui utilisait les modèles déterminés précédemment comme un guide. La stéréologie basée sur la forme la plus actuelle permet aux chercheurs de sonder la morphologie des neurones sans avoir à faire des hypothèses sur leurs tailles, leurs formes, ou encore leurs orientations.

### Microscopie confocale

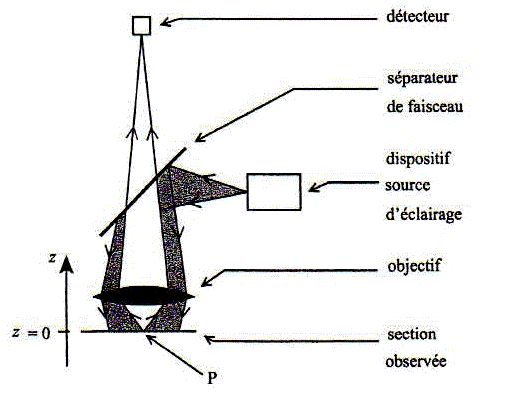
Schéma du fonctionnement d'un microscpoe confocal.

La microscopie confocale est la procédure de microscopie pour l'examen des structures neuronales. Elle produit des images nettes avec une meilleure résolution et diminue le rapport signal sur bruit. La manière spécifique dont fonctionne cette microscopie permet de regarder un plan confocal, ce qui est optimal lors de la visualisation des structures neuronales. D'autres formes plus conventionnelles de la microscopie ne permettent pas de visualiser toutes les structures neuronales, en particulier celles qui sont subcellulaires. Récemment, certains chercheurs ont réussi à combiner la stéréologie basé sur la forme et la microscopie confocale pour poursuivre leurs enquêtes sur les structures cellulaires neuronales spécifiques.

### Cartographie corticale
La cartographie corticale est définie comme le processus de caractérisation des régions du cerveau basée sur des caractéristiques anatomiques et fonctionnelles. L'atlas du cerveau actuel n'est pas définitif ni suffisant pour présenter les détails structurels spécifiques. Les progrès récents de l'imagerie cérébrale fonctionnelle et de l'analyse statistique pourront toutefois se révéler utiles à l'avenir. Un développement récent dans ce domaine appelé la méthode Gray Level Index (GLI) permet une identification plus objective des régions corticales via des algorithmes. Le GLI est une méthode standardisée qui permet aux chercheurs de déterminer la densité des neurones. Les techniques de cartographie corticale plus sophistiquées sont encore en cours d'élaboration et ce champ connaitra très probablement une croissance exponentielle dans un avenir proche.

## Applications cliniques
La neuromorphologie a été utilisée comme une nouvelle méthode de découverte de nombreux troubles neurologiques, et a aussi été inclus dans l'étude clinique de diverses maladies neurodégénératives, de troubles mentaux, de troubles d'apprentissage, et de dysfonctionnements dus à des lésions cérébrales. Les chercheurs ont eu recours à des techniques neuromorphologiques pour non seulement étudier les dégâts, mais aussi des moyens pour régénérer les lésions nerveuses par des moyens tels que la stimulation de la croissance axonale. La neuromophologie a aussi été utilisée pour étudier certains dommages sur des nerfs optiques, regardant spécifiquement les lésions et les atrophies. Les chercheurs ont également examiné et identifié la neuromorphologie du pénis humain pour mieux comprendre le rôle que le système nerveux sympathique joue dans l'érection.

## Recherche actuelle et future

### Neuromorphologie informatique
La neuromorphologie informatique examine les neurones et leurs structures en les coupant en tranches pour ensuite les étudier. Il décrit également l'espace neuromorphologique comme un espace 3D. Cela permet aux chercheurs de comprendre la taille des composants neuronaux spécifiques. En outre, l'imagerie 3D aide les chercheurs à comprendre comment le neurone transmet des informations au sein de lui-même.

### Microscopie virtuelle
La microscopie virtuelle permettra aux chercheurs d'obtenir des images avec une quantité réduite de sessions d'imagerie, préservant ainsi l'intégrité du tissu et de réduit la possibilité de décoloration des colorants fluorescents lors de l'imagerie. Cette méthode donnerait en outre aux chercheurs des capacités supplémentaires pour visualiser les données normalement inaccessibles, tels que les types de cellules rares et la répartition spatiale des cellules dans une région spécifique du cerveau. La microscopie virtuelle serait essentiellement permettre la numérisation de toutes les images obtenues, empêchant ainsi la détérioration de les données. Cette numérisation pourrait éventuellement permettre aux chercheurs de créer une base de données pour partager et stocker leurs données.